# Patrick Fournillier
Patrick Fournillier (Neuilly-sur-Seine, 26 décembre 1954), est un chef d'orchestre français. Il est un spécialiste de la musique française du XIXe siècle, notamment de Jules Massenet qu'il dirige dans le monde entier.

## Biographie
Patrick Fournillier étudie la musicologie à la Sorbonne à Paris et la direction d'orchestre avec Louis Fourestier et Pierre Dervaux, puis au conservatoire de Strasbourg avec Jean-Sébastien Bérau et au Mozarteum de Salzbourg avec Leopold Hager. Il participe ensuite aux concours internationaux de direction d'orchestre : Prix Haring à Salzbourg (1982), 2e prix au Concours de Besançon (1984), 4e prix au concours Václav Talich à Prague (1985), 2e au concours Grzegorz-Fitelberg de Katowice (1987).
De 1983 à 1986, il est chef d'orchestre assistant de Jean-Claude Casadesus à l'Orchestre national de Lille, dont il devient ensuite directeur artistique (1984–1986). En juillet 1986, à Nîmes, il remplace Emmanuel Krivine avec succès public et critique, dans Il corsaro de Verdi. À partir de 1988 et jusqu'en 2003, il est directeur musical du Nouvel Orchestre de Saint-Étienne et depuis 1990, cofondateur (avec Jean-Louis Pichon) et directeur musical de la Biennale Massenet de Saint-Étienne qui remet en lumière des œuvres oubliées de Jules Massenet : Amadis (1988), Thérèse, Cléopâtre (1990), Esclarmonde (1992) et Grisélidis (1994),. Il y monte également Carmen, Dialogues des carmélites, Un ballo in maschera, Le Barbier de Séville. Il dirige Manon Lescaut de DFE Auber, à l'occasion d'un spectacle intitulé "l'Autre Manon", produit par le Théâtre Impérial de Compiègne dirigé par Pierre Jourdan. Le spectacle est ensuite monté à la Salle Favart en septembre 1990, avec Elisabeth Vidal dans le rôle-titre. Il dirige aussi La Muette de Portici, toujours d'Auber, à Ravenne en 1991.
Sa carrière internationale se développe en Italie, en Angleterre, en Europe (Pologne, Finlande…),. En 1998, il est nommé chef de l'Orchestre d'Émilie-Romagne à Parme et prépare la manifestation du centenaire Verdi, avec notamment, sous sa direction, Rigoletto, La traviata, Il trovatore. 
Il dirige et enregistre, Cyrano de Bergerac de Franco Alfano avec Plácido Domingo dans le rôle titre en 2007. En 2010, il dirige Les Noces de Figaro et Hamlet d'Ambroise Thomas, aux États-Unis.

## Création
- Antoine Duhamel, Quatre-Vingt-Treize (Opéra de Lyon, 1989)[2]

## Prix et récompenses
Patrick Fournillier a reçu de nombreux prix et récompenses parmi lesquels :  
- 1982 : prix Hans Haring (Salzbourg)
- 1984 : second prix du Concours international de jeunes chefs d'orchestre de Besançon
- 1985 : quatrième prix du concours international Václav Talich de Prague
- 1987 : second prix du Concours international de chefs d'orchestre Grzegorz-Fitelberg, à Katowice.

## Discographie
Patrick Fournillier a enregistré pour les labels discographiques  Koch International, Le Chant du monde, Forlane et certaines rééditions sont parues chez Brilliant Classics.
- Massenet, Amadis - Hélène Perraguin, Danièle Streiff, Didier Henry, Antoine Garcin ; Chœurs et Orchestre du Théâtre national de l'Opéra de Paris, dir. Patrick Fournillier (septembre 1988, Forlane UCD 16578/79) (OCLC 51468575)
- Massenet, Esclarmonde - Denia Mazzola-Gavazzeni (Esclarmonde), José Semper (Roland), Hélène Perraguin (Parséis), Jean-Philippe Courtis (Phorcas et Cléomer), Christian Tréguier (Évêque de Blois), Guy Gabelle (Enéas) ; Chœurs du Festival Massenet, Orchestre symphonique Franz Liszt de Budapest, dir. Patrick Fournillier (concerts, octobre/novembre 1992, 3CD Koch International-Swann 3-1269-2) (OCLC 34029913)
- Massenet, Grisélidis - Michèle Command, soprano (Grisélidis) ; Claire Larcher (Fiamina), Brigitte Desnoues (Bertrade), mezzo-sopranos ; Jean-Luc Viala, ténor (Alain) ; Didier Henry (Le Marquis), Maurice Sieyès (Gondebaud), barytons ; Jean-Philippe Courtis (Le Diable), Christian Treguier (Le Prieur), basses ; Chœurs de Lyon ; Orchestre symphonique Franz Liszt de Budapest, dir. Patrick Fournillier (concerts, octobre/novembre 1992, 2CD Brilliant Classics) (OCLC 55677399)
- Gounod, Sapho - Michèle Command, Sharon Coste, Christian Papis, Eric Faury, Lionel Sarrazin, Philippe Georges, Olivier Clairet, Pierre Driguez, Robert Jezierski, Sébastien Martinez, Cécile Maurige ; Chœurs Lyriques de Saint-Etienne et Nouvel Orchestre de Saint-Étienne, dir. Patrick Fournillier  (1993, 2CD Koch International) (OCLC 885369140)
- Auber, Manon Lescaut - Elizabeth Vidal, soprano (Manon Lescaut) ; Alain Gabriel, ténor (Chevalier des Grieux) ; René Massis, baryton (Marquis d'Hérigny) ; André Cognet, baryton-basse (Lescaut) ; Chœurs du Théâtre Français de la musique ; Orchestre régional de Picardie le Sinfonietta, dir. Patrick Fournillier (concert, 22-29 septembre 1990, 2CD Le Chant du monde) (OCLC 693478241)
- Haydn, Applausus (1992, Opus 111)
- Cherubini, Médée (1995)
- Donizetti, Lucia di Lammermoor (2003)
- Alfano, Cyrano de Bergerac - Plácido Domingo (Cyrano) ; Sondra Radvanovsky (Roxane) ; Arturo Chacón Cruz (Christian) ; Rodney Gilfry (De Guiche) ; mise en scène : Michal Znaniecki ; Chœur de la généralité de Valence ; Orchestre de la communauté de Valence, dir. Patrick Fournillier (Palais des Arts Reina-Sofía, 8, 11, 18 février 2007, Blue Ray Unitel/Naxos) (OCLC 793674059)

Récital
- Airs d'opéras français - Natalie Dessay, soprano ; Orchestre philharmonique de Monte-Carlo, dir. Patrick Fournillier (9-13 juillet 1996, EMI 5 56159 2) (OCLC 156753251)